# Bactrocera kaghanae
Bactrocera kaghanae är en tvåvingeart som beskrevs av Mahmood 2005. Bactrocera kaghanae ingår i släktet Bactrocera och familjen borrflugor.
Artens utbredningsområde är Pakistan. Inga underarter finns listade.